# 巴扎乡 (申扎县)
巴扎乡（藏語：པ་བཀྲ་），是中华人民共和国西藏自治区那曲市申扎县下辖的一个乡镇级行政单位。

## 行政区划
巴扎乡下辖以下地区：
查卡村、几地沃玛村、那切村、美朵村、几那村、尼雷村和帕张沃玛村。